# Брагін Олександр Петрович
Олександр Петрович Брагін (нар. 1911 — пом. невідомо) — радянський футболіст, півзахисник та захисник.

## Кар'єра гравця
Дорослу футбольну кар'єру розпочав 1928 року в одеському «Містрані», в якому виступав протягом двох років. 1930 року став гравцем одеського «Динамо». У 1933 році приєднався до вінницького «Динамо». Наступного року перебрався до одноклубників з Казані. До створення чемпіонату СРСР відіграв у клубі два сезони. На професіональному рівні дебютував за казанський клуб 24 травня 1936 року в переможному (4:1) домашньому поєдинку 1-го туру Групи «В» чемпіонату СРСР проти сталінського «Шахтаря». Олександр вийшов на поле в стартовому складі та відіграв увесь матч. У першому (весняному) чемпіонаті СРСР 1936 року зіграв 7 матчів. Невідомо скільки зіграв Олександр в осінньому (1936) чемпіонаті СРСР, але відомо, що цього сезону він відзначився у вище вказаному турнірі 2-ма голами. У 1937 році разом з казанськими «динамівцями» виступав вже в Групі «Б» чемпіонату СРСР, де провів 8 поєдинків. Також разом з казанцями виступав у кубку СРСР, в якому допоміг команді дійти до 1/4 фіналу, де вони поступилися московському «Динамо».
У 1938 році повернувся до Одеси, де став гравцем місцевого «Динамо». Першим голом за «динамівців» на офіційному рівні відзначився 21 серпня 1938 року на 90-й хвилині нічийного (2:1) домашнього поєдинку 1/8 фіналу фінального етапу кубку СРСР проти харківського «Сільмашу». Олександр вийшов на поле в стартовому складі та відіграв увесь матч. Першим голом серед Показових команд майстрів (тодішня назва Вищої ліги СРСР) відзначився 18 жовтня 1938 року на 22-й хвилині переможного (3:1) домашнього поєдинку 18-го туру проти московського «Динамо». Брагін вийшов на поле в стартовому складі та відіграв увесь матч. У вищому дивізіоні радянського чемпіонату за одеських динамівців зіграв 49 матчів (1 гол).
У 1940 році став гравцем іншого одеського клубу, «Харчовика». Відіграв з командою один сезон у Групі «Б» (26 поєдинків). Напередодні старту наступного сезону команда змінила назву на «Спартак». В еліті радянського футболу в складі оновленої «спартаківської» команди дебютував 27 квітня 1941 року в програному (2:3) домашньому поєдинку 1-го туру Показових команд майстрів проти московської Команди Червоної Армії. Олександр вийшов на поле в стартовому складі та відіграв увесь матч. З квітня по середину червня 1941 року зіграв 10 матчів у вищому дивізіоні радянського чемпіонату. 22 червня 1941 року Німеччина напала на СРСР, через що чемпіонат перервали та до завершення війни більше не проводили. Невдовзі Одеську область окупували румунські війська. Олександр Брагін залишився в окупованій Одесі, де став гравцем місцевого клубу «Глорія-Форд». У 1942 році нова команда Олександра взяла участь у Кубку губернатора Трансністрії професора Георге Алексяну, який проходив під егідою окупаційної влади. «Глорія-Форд» дійшла до фіналу, де з рахунком 3:0 обіграла одеську «Вікторію». Склади команд у вище вказаному матчі невідомі, тому важко визначити чи грав Олександр Брагін у вище вказаному турнірі. У 1943 році грав за інші одеські клуби, «Вікторію» та «Молдову».
У 1945 році футбольні змагання в СРСР відновилися. Олександр ще три сезони відіграв за відроджений одеський «Харчовик» у другому за силою чемпіонаті СРСР (61 матч, 1 гол). По завершенні сезону 1947 року завершив кар'єру гравця.

## Кар'єра тренера
По завершенні кар'єри гравця розпочав тренерську дільність. Самостійно ніколи не тренував, але працював помічником головного тренера в Торпедо Одеса (1948), «Харчовику» Астрахань (1949) та «Чорноморець» Одеса (1955—1958, 1967). Потім працював спочатку в групі підготовки при команді «Чорноморець» (Одеса) та в СДЮШОР «Чорноморець» (Одеса).
Дата смерті невідома.